# Преображенка (Забайкальский край)
Преображе́нка — село в Читинском районе Забайкальского края России. Входит в сельское поселение «Арахлейское».

## География
Расположено на северо-западе Читинского района, в 8 км к северу от центра сельского поселения, села Арахлей, и в 85 км от города Читы, на западном берегу озера Арахлей.

## Инфраструктура
Администрация Ивано-Арахлейского заказника.

## Население
| 2010 | 2021 |
| ---- | ---- |
| 124  | ↘119 |